# Bítovanské rybníky
Soustava Bítovanských rybníků se skládá z celkem desíti malých rybníků o rozloze od 1,6 ha po 0,05 ha vybudovaných po roce 1998 v údolí říčky Bítovanka asi 0,7 km východně od centra obce Bítovany v okrese Chrudim. Rybníky jsou využívány pro chov ryb a sportovní rybolov. V okolí rybníků je chováno stádo skotského náhorního skotu.

## Rybníky
Soustava se skládá z rybníků Eliška, Ferda, František, Jan, Jára, Jiří, Josef, Míra, Míša, Olina

## Galerie

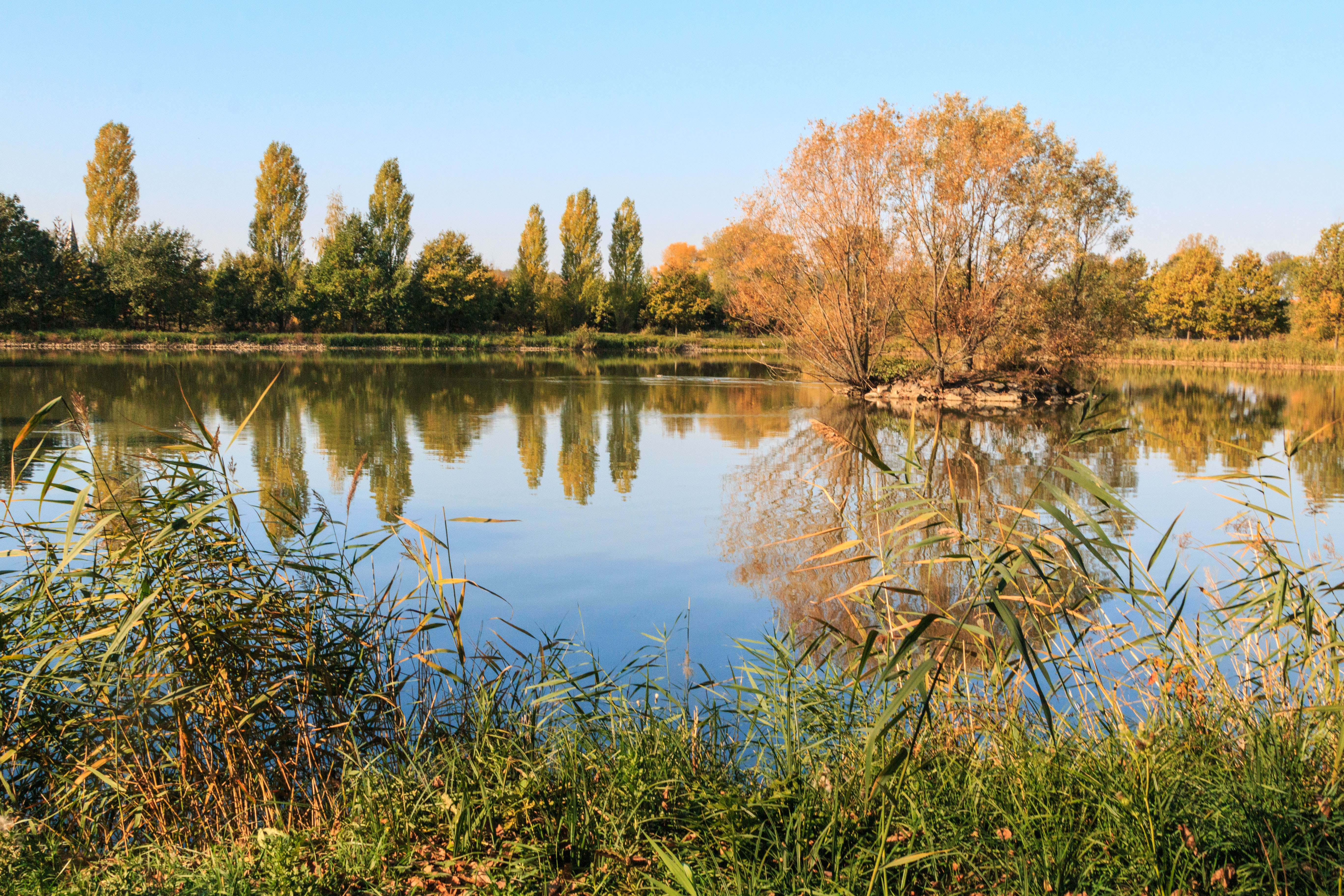
rybniční soustava Bítovanské rybníky
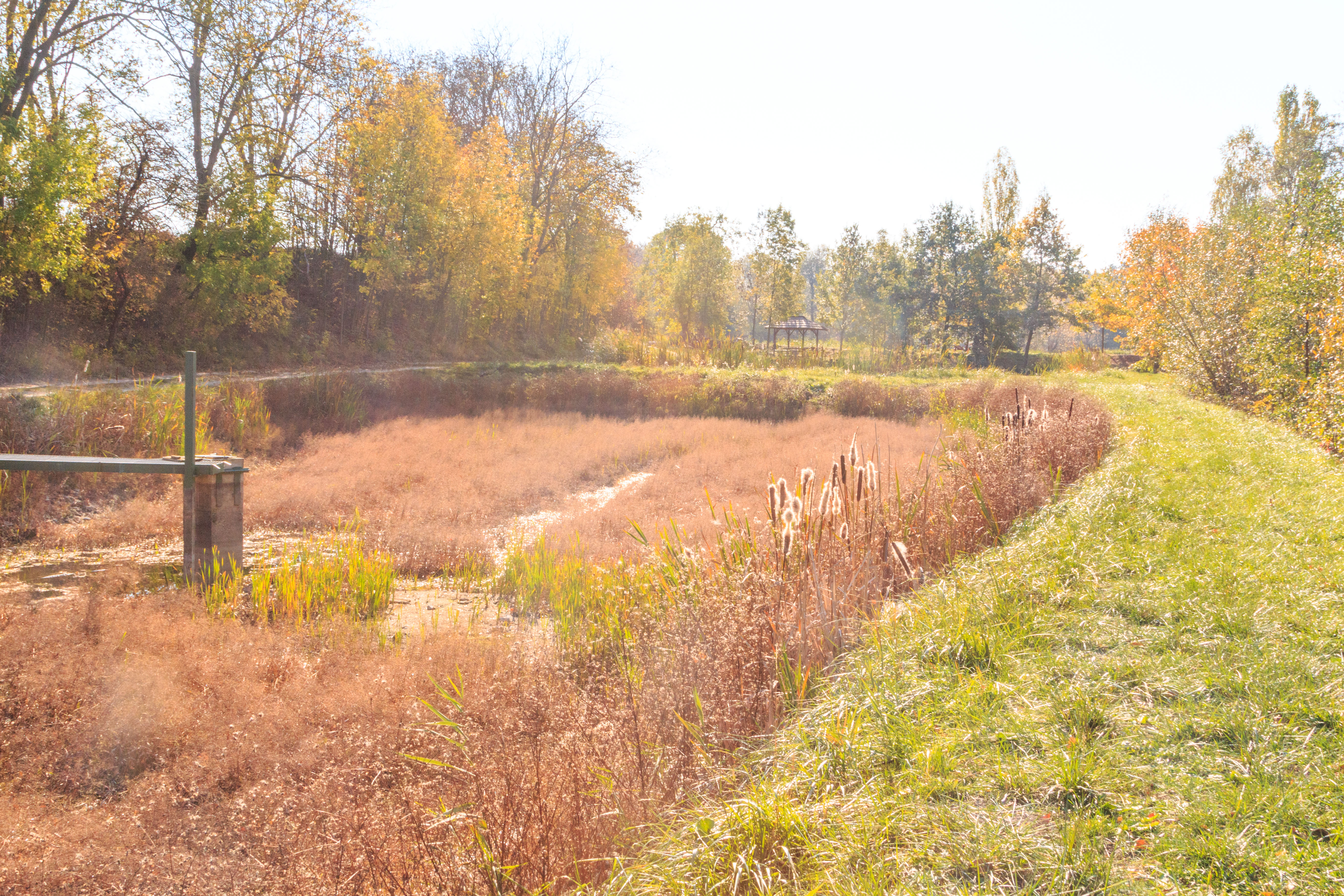
rybniční soustava Bítovanské rybníky
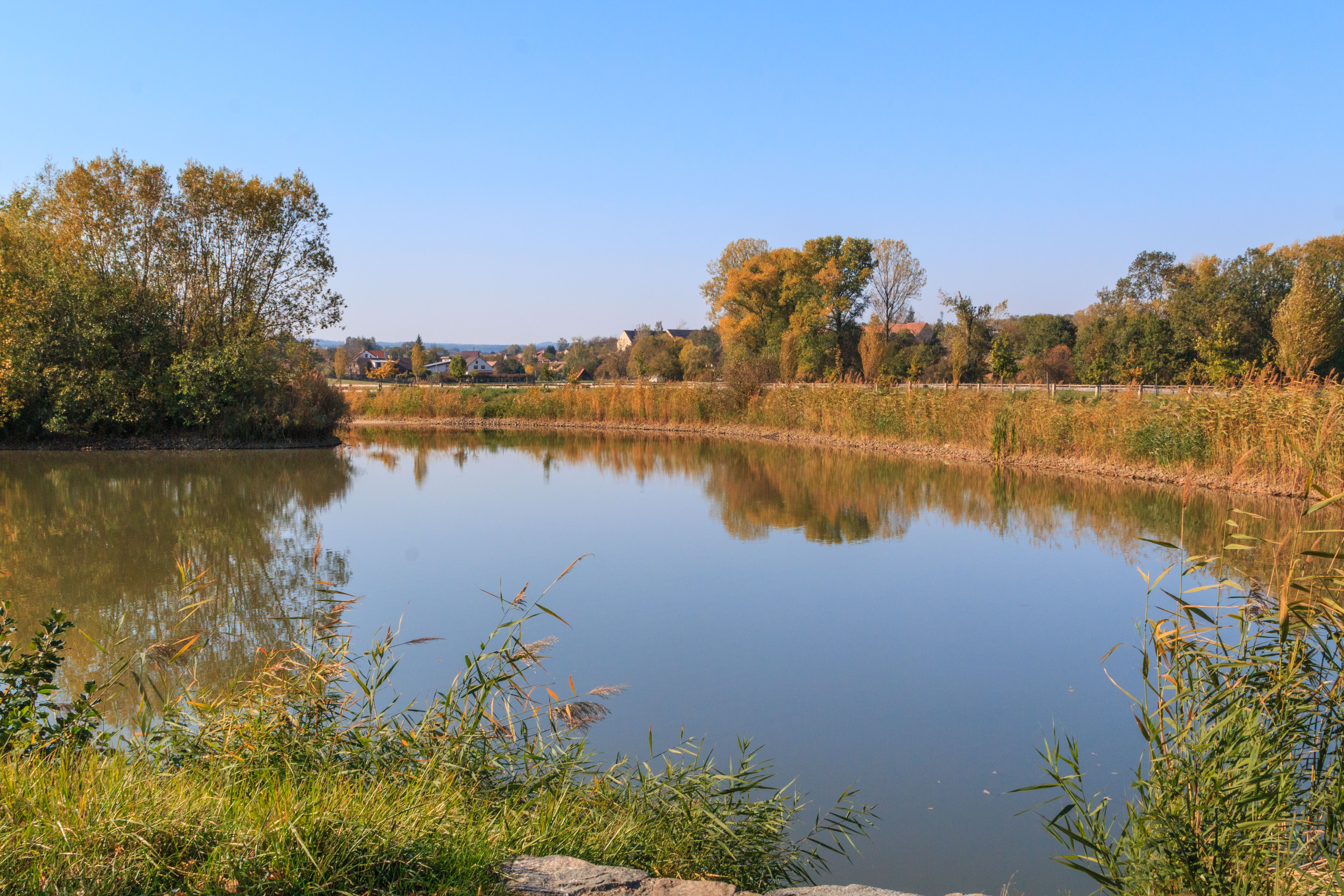
rybniční soustava Bítovanské rybníky
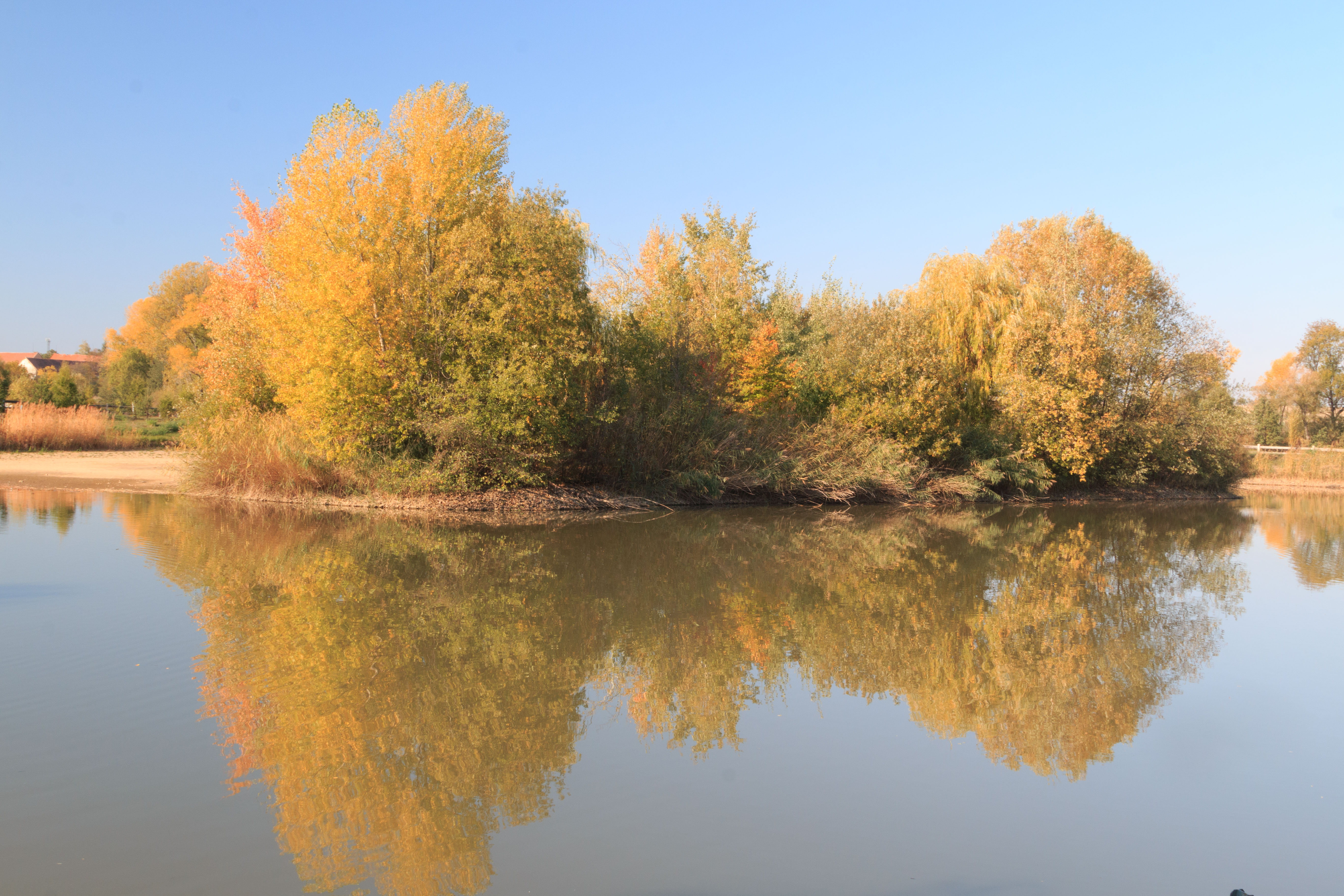
rybniční soustava Bítovanské rybníky